# 天主教卡龍加教區
天主教卡龍加教區（拉丁語：Dioecesis Karongana）是馬拉維一個羅馬天主教教區，屬利隆圭總教區。
教區成立於2010年7月21日，包括卡龍加縣和奇蒂帕縣，2010年有教友61,000人（佔轄區總人口15.3%）、五個堂區、十五名司鐸。現任教區主教為马丁·安瓦尔·姆通布卡。